# Julia Monar
Julia Monar (* 1963 in Bonn-Bad-Godesberg) ist eine deutsche Diplomatin. Sie war von 2017 bis 2018 deutsche Botschafterin in der Republik Moldau und von 2022 bis 2025 deutsche Botschafterin in Portugal und Kap Verde.

## Leben
Nach dem Abitur studierte Julia Monar ab 1981 Rechtswissenschaften in Bonn und Genf und legte 1987 das 1. juristische Staatsexamen ab. Danach absolvierte sie, mit einem McCloy Stipendium, von 1987 bis 1989 einen Studiengang an der Kennedy School of Government an der Harvard-Universität in Cambridge, Vereinigte Staaten, den sie mit dem Master of Public Administration abschloss. Zurück in Deutschland promovierte sie 1992 an der Rheinischen Friedrich-Wilhelms-Universität in Bonn.

## Laufbahn
Julia Monar trat 1992 in den Auswärtigen Dienst ein und absolvierte bis 1994 den Vorbereitungsdienst für den höheren Auswärtigen Dienst. Anschließend arbeitete sie bis 1996 im Völkerrechtsreferat des Auswärtigen Amtes und wechselte dann als Rechts- und Kulturreferentin an die Botschaft Bogotá/Kolumbien. Von 1999 bis 2002 war Monar Rechts-, Presse- und Wirtschaftsreferentin an der Botschaft Helsinki/Finnland.
Ab 2002 arbeitete sie als Referentin im Personalreferat für den höheren Dienst im Auswärtigen Amt, wurde 2005 als Ständige Vertreterin an die Botschaft San José/Costa Rica versetzt und kam 2009 zurück in das Auswärtige Amt in Berlin. Bis 2013 war sie Stellvertretende Referatsleiterin im Grundsatzreferat Personal und danach bis 2017 Leiterin des Referats für Exportkontrolle von Dual-Use-Gütern.
2017 wurde Julia Monar zur Botschafterin in der Republik Moldau ernannt und blieb dort bis 2018.
Von 2018 bis 2022 war Monar die Beauftragte für Exportkontrolle im Auswärtigen Amt. Von August 2022 bis August 2025 war sie deutsche Botschafterin in Portugal. Sie war zudem als Botschafterin für Kap Verde nebenakkreditiert.
Seit August 2025 ist sie Abteilungsleiterin für „Krisenprävention, Stabilisierung, Friedensförderung und humanitäre Hilfe“ im Auswärtigen Amt in Berlin.